# Admiral Adria
Die Dienststelle Admiral Adria, auch Kommandierender Admiral Adria, war eine Kommandobehörde der Kriegsmarine im Zweiten Weltkrieg.

## Geschichte
Unmittelbar nach der Kapitulation Italiens im September 1943 wurde der Posten Kommandierender Admiral Adria neu eingerichtet. Die Unterstellung erfolgte unter das Marinegruppenkommando Süd.
Im Januar 1944 kam der Admiral Adria nach Abbazia und im September 1944 nach Triest. Ende 1944 wurde er aufgelöst.

## Kommandierende Admirale
- Vizeadmiral Joachim Lietzmann: von der Aufstellung bis 4. Juli 1944
- Vizeadmiral Werner Löwisch (in Vertretung): vom 4. Juli 1944 bis 16. Juli 1944
- Vizeadmiral Joachim Lietzmann: vom 16. Juli 1944 bis zur Auflösung

## Chefs des Stabes
- Kapitän zur See Herbert Friedrichs: von der Aufstellung bis Mai 1944
- Kapitän zur See Karl-Heinz Neubauer: von Mai 1944 bis zur Auflösung

## Unterstellte Verbände und Einheiten
September 1943:
- Kommandant der Seeverteidigung Albanien
- Kommandant der Seeverteidigung Dalmatien
- Kommandant der Seeverteidigung Nordadria

April 1944:
- Kommandant der Seeverteidigung Albanien
- Kommandant der Seeverteidigung Süddalmatien, ehem. Kommandant der Seeverteidigung Dalmatien
- Kommandant der Seeverteidigung Norddalmatien
- Kommandant der Seeverteidigung Istrien, ehem. Kommandant der Seeverteidigung Nordadria
- 11. Sicherungs-Division: Aufstellung im Februar/März 1944
- 1. Marinenachrichtenabteilung (mot.): vom Kommandant der Seeverteidigung Gascogne